# چو سونگ-هی
چو سونگ-هی (به انگلیسی: Cho Seung-hee) (زاده ۳ ژوئن ۱۹۹۱) بازیگر، خواننده و تهیه‌کننده اهل کره جنوبی است.

## فیلم‌شناسی

### مجموعه‌های تلویزیونی
- مستر بک (۲۰۱۴)
- مثلث (۲۰۱۴)
- خاطرات نگهبان شب (۲۰۱۴)
- تهیه‌کنندگان (۲۰۱۵)
- وسوسه شیرین (۲۰۱۵)
- خانواده غیرعادی (۲۰۱۶)
- چهارشنبه ۳:۳۰ بعد از ظهر (۲۰۱۷)
- ۱۰۹ چیز عجیب (۲۰۱۷)
- براوو زندگی من (۲۰۱۷)
- عشق اول من (۲۰۱۸)